# District de Hidaka
Pour les articles homonymes, voir Hidaka.
Le district de Hidaka (日高郡, Hidaka-gun) est un district de la préfecture de Wakayama, au Japon.

## Géographie

### Démographie
Au 1er décembre 2014, la population du district de Hidaka était de 51 984 habitants répartis sur une superficie de 655,49 km2.

### Municipalités du district
- Hidaka
- Hidakagawa
- Inami
- Mihama
- Minabe
- Yura